# Бреге — Сабен (станция метро)
Бреге — Сабен (фр. Bréguet - Sabin) — станция линии 5 Парижского метрополитена, расположенная в XI округе Парижа. 

## История
- Станция открылась 17 декабря 1906 года в составе пускового участка Ке-де-ля-Рапе — Жак Бонсержан. Первая часть названия восходит к известной во Франции фамилии Бреге[фр.], родоначальником которой является известный физик, астроном и часовщик Абрахам-Луи Бреге. Вторая часть — к рю Сен-Сабен, названной в честь эшевена Парижа 1777 года Шарля-Пьера Анжелезма де Сен-Сабина.
- Пассажиропоток по станции по входу в 2011 году, по данным RATP, составил 2 448 167 человек[2]. В 2013 году этот показатель резко снизился до 2 038 531 пассажиров (248 место по уровню входного пассажиропотока в Парижском метро)[3]

## Галерея

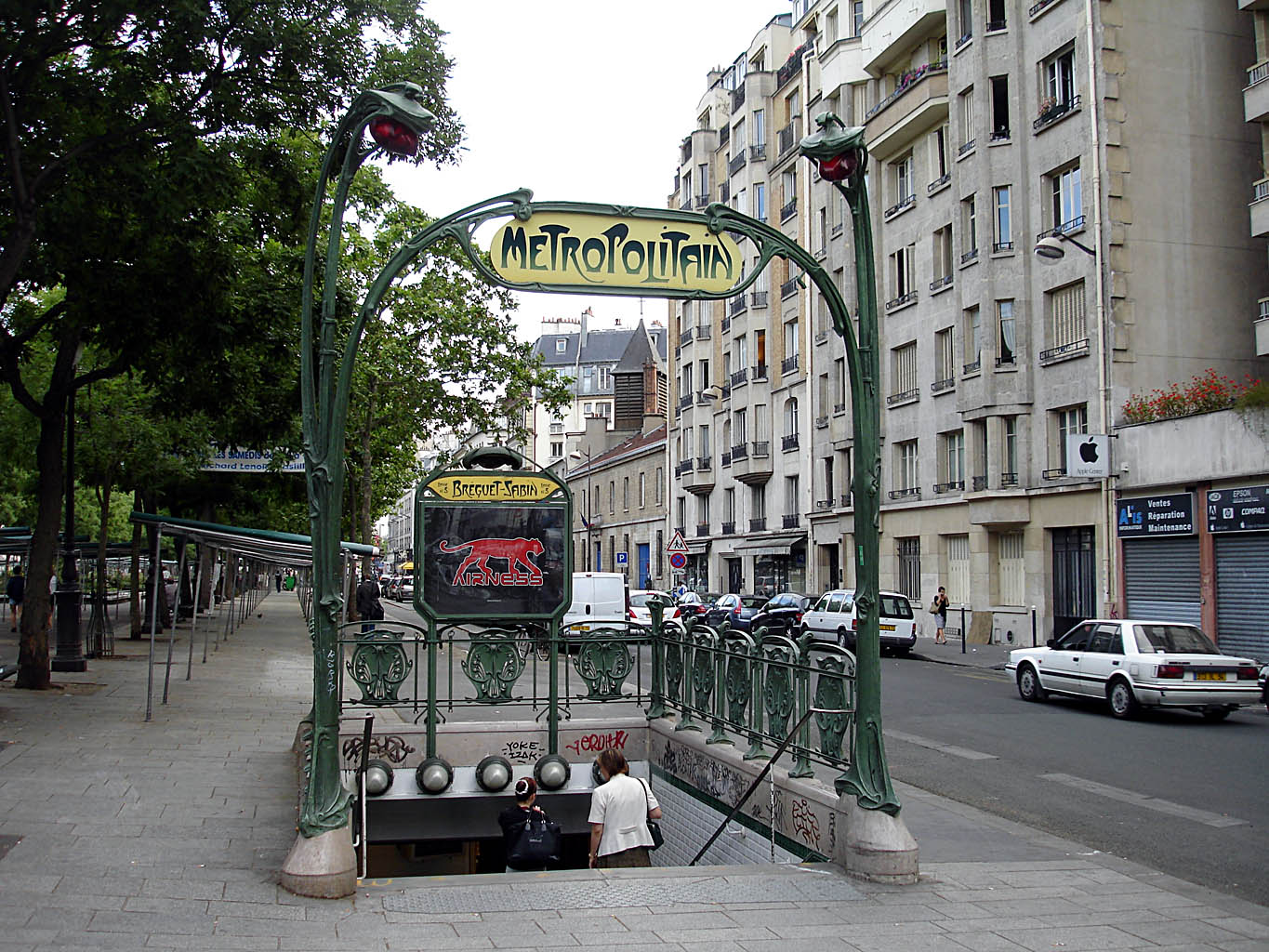
Лестничный сход
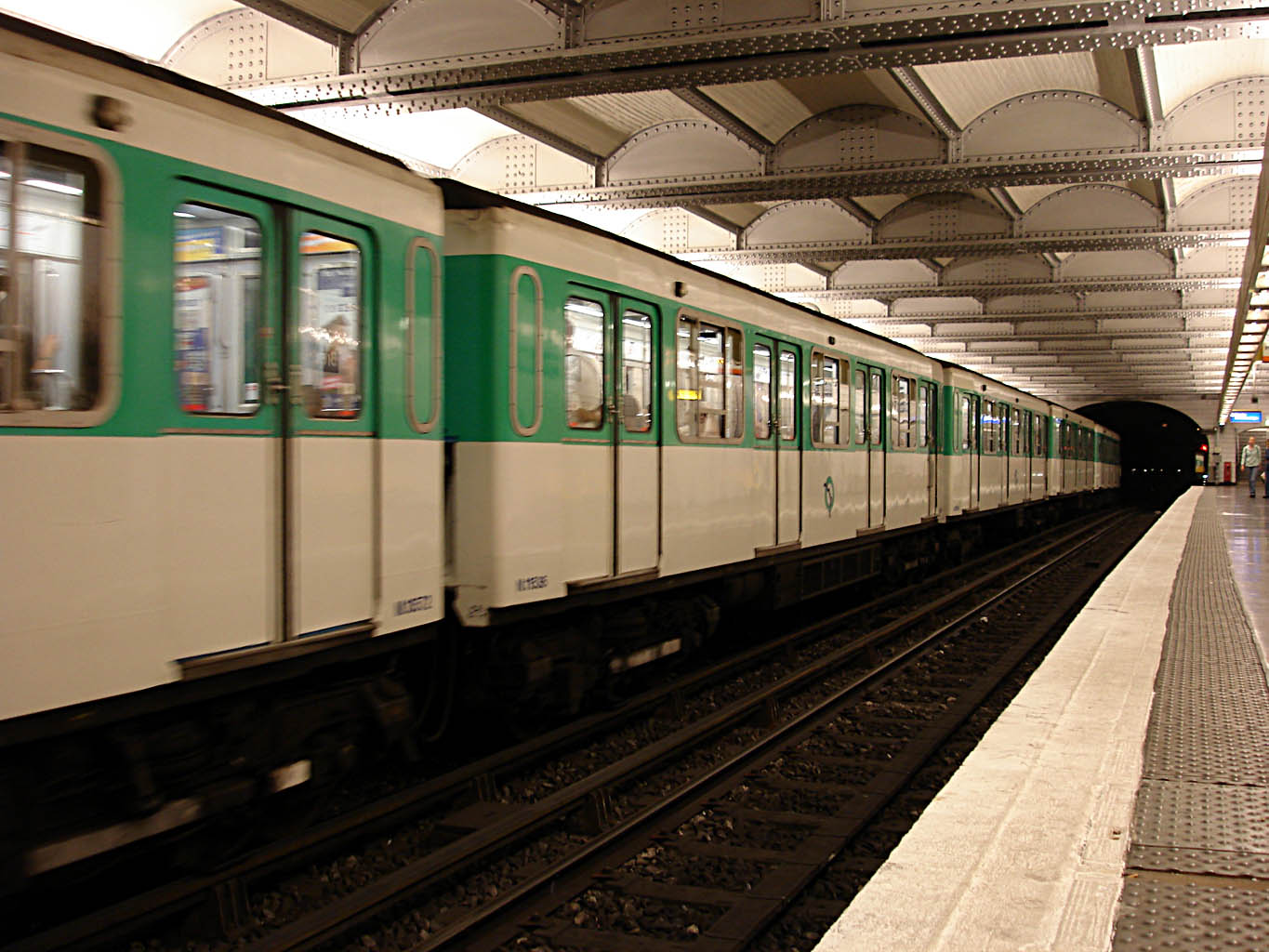
Состав модели MF 67 на станции